# Il flauto magico (film 2006)
Il flauto magico è un film del 2006, diretto da Kenneth Branagh, basato sull'omonimo singspiel del 1791 musicato da Wolfgang Amadeus Mozart, su libretto di Emanuel Schikaneder.

## Trama
Ambientato in un'ipotetica prima guerra mondiale, vi sono due eserciti indefiniti, (i blu e i rossi) che si danno battaglia. Nel film non si vedono mai scene di guerra, che fa solo da sfondo alla vicenda, ambientata perlopiù nelle trincee e nel castello di Sarastro. All'inizio vi è Tamino, giovane soldato valoroso, che sta per essere ucciso da una granata. Subito intervengono le tre dame della Regina della notte, in livrea da crocerossine, che se ne innamorano e lo salvano, per poi portarlo in una trincea.
Qui Tamino incontra Papageno, curioso uccellatore, che in questo caso cattura uccelli per verificare la presenza di gas. Non sapendo chi lo abbia salvato, il giovane soldato gli chiede se sia stato lui. Lui dice di sì, suscitando l'ira delle tre dame, che gli chiudono la testa dentro una maschera antigas. Queste consegnano a Tamino una foto di Pamina, che se ne innamora immediatamente. Nella scena successiva si vede la regina della notte che avanza su un carro armato. Poi si entra nel castello di Sarastro, dove il capo delle guardie Monostatos cerca di sedurre Pamina, di cui è innamorato.